# Yinggong Shuiku
Yinggong Shuiku är en reservoar i Kina. Den ligger i provinsen Zhejiang, i den östra delen av landet, omkring 78 kilometer väster om provinshuvudstaden Hangzhou. Yinggong Shuiku ligger 205 meter över havet. I omgivningarna runt Yinggong Shuiku växer i huvudsak blandskog.
Genomsnittlig årsnederbörd är 2 233 millimeter. Den regnigaste månaden är juni, med i genomsnitt 385 mm nederbörd, och den torraste är januari, med 84 mm nederbörd.